# Gordon Brown
James Gordon (Gordon) Brown (Giffnock, Schotland, 20 februari 1951) is een voormalig Brits politicus van de Labour Party en premier van het Verenigd Koninkrijk van 2007 tot 2010.
Brown studeerde geschiedenis aan de Universiteit van Edinburgh en werkte als leraar, aan de Glasgow Caledonian University, van 1976 tot 1980 en vervolgens als journalist van 1980 tot 1983.

## Jeugd
Gordon Brown groeide op in Schotland. Zijn vader, John Brown, was dominee van de Kerk van Schotland. Zelf is hij nog steeds lid van die kerk. Gordon volgde een opleiding aan de Kirkcaldy High School en studeerde geschiedenis aan de Universiteit van Edinburgh. Brown is slechtziend. Na een ongeval tijdens het rugby werd hij blind aan zijn linkeroog en werd zijn rechteroog dermate beschadigd, dat hij daaraan slechtziend werd.
Brown werkte na zijn afstuderen als journalist voor de Scottish Television. In 1983 werd hij voor het eerst in het Lagerhuis gekozen, namens het kiesdistrict Dunfermline East.

## Politiek

### Minister van Financiën
Toen John Smith, de toenmalige leider van de Labour Party, in 1994 plots overleed, werd Brown kandidaat voor het leiderschap. Maar de nieuwe leider werd Tony Blair. Het gerucht gaat dat de twee, voor Blairs leiderschap, in het Granita restaurant in Islington hebben gegeten, waar ze het leiderschap bespraken. Blair zou Brown, als Blair premier zou worden, als Chancellor of the Exchequer benoemen en Brown zou Blair niet aanvallen tijdens de verkiezingen.
In 1997 werd Brown Chancellor of the Exchequer. Hij bleef het tot hij premier werd en was daarmee de langstdienende Labour-kanselier. Hij was ook de langstzittende kanselier na Nicholas Vansittart (1812–1823).
Tussen 1999 en 2002 verkocht Brown een groot deel van de Britse goudreserves toen de goudprijs op het laagste niveau in 20 jaar stond, dit werd later bekend als Brown's Bottom.
In oktober 2004 maakte Blair bekend dat hij de partij niet voor de vierde keer zou gaan leiden, maar wel een derde termijn zou willen uitzitten. In 2009 stond Brown in de lijst van de 100 invloedrijkste mensen volgens Time Magazine. Blair stond daar niet op.

### Premier
Op 10 mei 2007 kondigde Blair aan dat hij op 27 juni 2007 zou opstappen. Op 11 mei 2007 diende Brown zijn kandidatuur in om Blair als partijleider en daarmee als premier op te volgen. Ook Kamerlid John McDonnell meldde zich als kandidaat, maar hij kreeg onvoldoende steun, zodat Brown de enige kandidaat voor het partijleiderschap was.
Aanvankelijk deed Labour het na het aantreden van Brown goed in de peilingen. De stemming begon om te slaan toen Brown weigerde vervroegde verkiezingen uit te schrijven. Het werd Brown door de oppositie ook kwalijk genomen dat hij het Verdrag van Lissabon ratificeerde zonder een referendum uit te schrijven. Eerder had hij gezegd daar wel voor te zijn. Brown liet weten dat hij het destijds had over het feit als er een Europese grondwet zou komen. In dit geval was er volgens hem geen sprake meer van een grondwet. Zijn populariteit bereikte al snel een dieptepunt, omdat hij weinig wist te doen aan de kwakkelende economie. De prijzen van voedsel en energie stegen en het Britse pond verminderde sterk in waarde.
Bij lokale verkiezingen in mei 2008 leed Labour een dramatisch verlies. De regering van Brown was in de meest hectische dagen van de crisis genoodzaakt verscheidene banken te nationaliseren. Daarna belandde het Verenigd Koninkrijk in een recessie en liep het begrotingstekort op tot meer dan 8 procent. Brown baarde opzien door eurocommissaris Peter Mandelson, een van zijn oude politieke rivalen, te vragen in zijn kabinet als minister van Handel. De premier pleitte voor een nieuwe Bretton Woods-conferentie.
In 2009 werd Groot-Brittannië opgeschrikt door een bonnetjesschandaal, waarbij verscheidene politici declaraties hadden ingediend voor privé-uitgaven. Brown besloot een bedrag van 12.145 pond terug te betalen, hoewel hij de regels niet had overtreden. Dat geld was uitgegeven voor tuinonderhoud en schoonmaakwerkzaamheden.
Onder leiding van Brown trok het Verenigd Koninkrijk zich in april 2009 definitief terug uit Irak. Het land had daar zes jaar lang troepen gelegerd, nadat in de Irakoorlog Saddam Hoessein was verslagen. Op 19 februari 2009 werd Gordon Brown in audiëntie ontvangen door paus Benedictus XVI en besprak hij onder meer de financiële crisis met de paus.
Het Verenigd Koninkrijk ging in mei 2010 weer naar de stembus. Labour ging de campagne in met een achterstand en herstelde zich daar niet van. Veel negatieve publiciteit kreeg Brown bij een uitglijder in april dat jaar toen hij op verkiezingstournee was. Bij een gesprek met een 65-jarige vrouw had hij een tv-microfoon opgespeld gekregen. Deze stond nog aan toen hij haar in de auto beschreef als een 'bekrompen vrouw'. De verkiezingen werden gewonnen door de Conservatieve Partij onder leiding van David Cameron. Ook de Liberal Democrats wisten een behoorlijk aantal zetels winnen, dit allemaal ten koste van Labour. Kort na de verkiezingen probeerde Labour echter nog een coalitie te sluiten met de Liberal Democrats’. Deze poging slaagde niet en na vijf dagen trad Brown af als premier ten faveure van Cameron. Hij keerde terug naar het parlement als backbencher waar hij op 7 mei 2015 uit vertrok.

## VN-gezant
In juli 2012 werd Brown benoemd tot de speciaal gezant voor onderwijs bij de secretaris-generaal van de Verenigde Naties, Ban Ki-moon. Zijn functie ging in augustus van dat jaar in. De doelstelling is wereldwijd 61 miljoen kinderen tegen 2015 in de schoolklas te krijgen, wat een van de Millenniumdoelstellingen van de VN is.

## Schots referendum
In 2014 was Brown een van de leiders van het 'nee'-kamp in de campagne voor het referendum over de onafhankelijkheid van Schotland.

## Persoonlijke aangelegenheden
Brown had onder andere een relatie met prinses Margaretha, de oudste dochter van Michaël I van Roemenië. Sinds 2000 is hij getrouwd met Sarah Macaulay. Op 28 december 2001 kregen ze een dochter, Jennifer Jane, die echter op 8 januari 2002 reeds overleed. Op 17 oktober 2003 kregen ze een zoon, John en op 17 juli 2006 een tweede zoon, James Fraser.
Sinds zijn jeugd is hij fan van Raith Rovers FC. Hij maakt deel uit van het consortium dat in 2005 de voetbalclub opkocht.
- Bibsys: 9019401
- Bibliothèque nationale de France: cb12515856j (data)
- Catàleg d'autoritats de noms i títols de Catalunya: 981058530534606706
- CiNii: DA05251041
- Gemeinsame Normdatei: 129993247
- International Standard Name Identifier: 0000 0001 2124 1426
- Library of Congress Control Number: n83301868
- MusicBrainz: 611db093-dfba-4c4e-95e0-a3a7fc353724
- Nationale Bibliotheek van Tsjechië: js20050627017
- Nationale bibliotheek van Australië: 35549635
- Nationale Bibliotheek van Israël: 987007322050805171
- Nationale Bibliotheek van Polen: a0000002571643
- Nederlandse Thesaurus van Auteursnamen: 068607741
- Parlement.com: vi0x2tlcumkk
- Système universitaire de documentation: 082771901
- Trove: 992425
- Union List of Artist Names: 500291816
- Virtual International Authority File: 23234472
- WorldCat: E39PBJbtvW3YJhKHtHD7dgVXBP

Walpole · 
Compton · 
Pelham · 
Pelham-Holles · 
Cavendish · 
Stuart · 
G. Grenville · 
Charles Watson-Wentworth · 
Pitt de Oudere · 
FitzRoy · 
North · 
Petty · 
Cavendish-Bentinck · 
Pitt de Jongere · 
Addington · 
W.W. Grenville · 
Perceval · 
Jenkinson · 
Canning · 
Robinson · 
Wellesley · 
Grey · 
Lamb · 
Peel · 
Russell · 
Smith-Stanley · 
Hamilton-Gordon · 
Temple · 
Disraeli · 
Gladstone · 
Gascoyne-Cecil · 
Primrose · 
Balfour · 
Campbell-Bannerman · 
Asquith · 
Lloyd George · 
Law · 
Baldwin · 
MacDonald · 
Chamberlain · 
Churchill · 
Attlee · 
Eden · 
Macmillan · 
Douglas-Home · 
Wilson · 
Heath · 
Callaghan · 
Thatcher · 
Major · 
Blair · 
Brown · 
Cameron · 
May · 
Johnson · 
Truss ·
Sunak ·
Starmer